# Доннелл О’Нил
Доннелл О’Нил (ирл. Donnell O'Neill, англ. Donnell O'Neill; ? — 1325) — король ирландского королевства Тир Эогайн (Тирон) (1283—1286, 1290—1291, 1295—1319, 1319—1325). Сын Брайана Брайана О’Нила, короля Тир Эогайна, погибшего в битве при Дауне (1260). Доннелл 'Нил был королем Тирона, несколько раз его власть оспаривали его родственники, Нил Куланаха и Брайан О’Нилы, которые оба пользовались поддержкой графства Ольстер.
Доннелл О’Нил был, по-видимому, всего лишь мальчиком, когда его отец был убит в битве при Дауне в 1260 году. Он женился на Гормфлайт, дочери Доннелла О’Доннелла, короля Тирконнелла. Его тесть был убит в 1281 году двоюродным братом и соперником О’Нила, Хью Боем О’Нилом, в битве при Дезерткрите.

## Король Тирона
В 1283 году король Тир Эогайна Хью Бой О’Нил скончался, и Доннелл О’Нил вступил на вакантный королевский престол. Три года спустя (1286) Ричард Ог де Бург, 2-й граф Ольстерский, силой отстранил Доннелла О’Нила и посадил на королевский трон его место Нила Куланаха О’Нила, брата Хью Боя и кузена Доннелла. В 1290 году Доннелл О’Нил вернул себе королевский престол, но в 1291 году граф Ольстер снова свергнет его в пользу Нила Куланаха. В этом же году Доннелл убил своего соперника Нила, однако прежде чем он смог вернуть себе королевский трон, Ричард Ог де Бург, граф Ольстер, назначил на его место сына Хью Боя О’Нила, Брайана.
При поддержке своего брата Нила Доннелл О’Нил восстановит свои силы и в битве при Гриве в 1295 году разгромит объединенные силы Брайана и англичан, причем первый был убит. Доннелл О’Нил вновь занял престол Тир Эогайна. Период относительного спокойствия между соперниками О’Нилов, последовал в течение следующего десятилетия, однако в 1306 году некий Доннелл Туиртрич О’Нил был убит в доме Доннелла О’Нила.
Ричард Ог де Бург, граф Ольстер, продолжал подрывать королевскую власть Доннелла О’Нила и, распространив территорию своего графства вдоль всего северного побережья до Инишоуэна, окажет давление на Тирон. В 1312—1313 годах Дермот О’Кахан признал Ричарда де Бурга своим сюзереном, а его земли в Гленконкейне остались под его же контролем. Затем эти земли были пожалованы Кландебою О’Нилу, отпрыску Хью Боя, который пытался вернуть себе трон Тирона.

## Вторжение Эдварда Брюса
В 1314 году король Тир Эогайна Доннелл О’Нил обратился за помощью к королю Шотландии Роберту Брюсу в борьбе против норманнов. Эдвард Брюс, граф Каррик, был послан своим старшим братом, королем Шотландии Робертом Брюсом, в Ирландию. Несмотря на это, в 1314 году Доннелл попросил о помощи против Эдварда Брюса. После поражения Эдварда Брюса в 1318 году Доннелл О’Нил был свергнут с престола в 1319 году норманнами и Генри О’Нилом из клана Кландебой О’Нил. Доннелл О’Нил бежал в Ферману, где он получил защиту Флаэрти Магуайра, однако он и его сторонники были ограблены жителями. Вскоре после этого он восстановил свое правление в Тир Эогайне, однако его сын и преемник Брайан был убит в Магере Кландебой О’Нилами и Генри Макдэвиллом.

## Смерть и наследие
Доннелл О’Нил скончался в 1325 году в Лох-Лаогхайре, в местечке Кранног близ Данганнона. В том же году его сын Кули (Cú Uladh) был убит племянниками Доннелла О’Нила, сыновьями его брата Нила. У него был еще один сын, Аэд Ремар О’Нил, который стал королем Тир Эогайна в 1345 году. Ему наследовал Генри О’Нил (? — 1347), внук Хью Боя О’Нила.